# Kia Stinger
La Kia Stinger (in coreano 기아 스팅어?) è un'autovettura prodotta dalla casa automobilistica coreana Kia Motors a partire dal 2017 fino al 2023.

## Descrizione

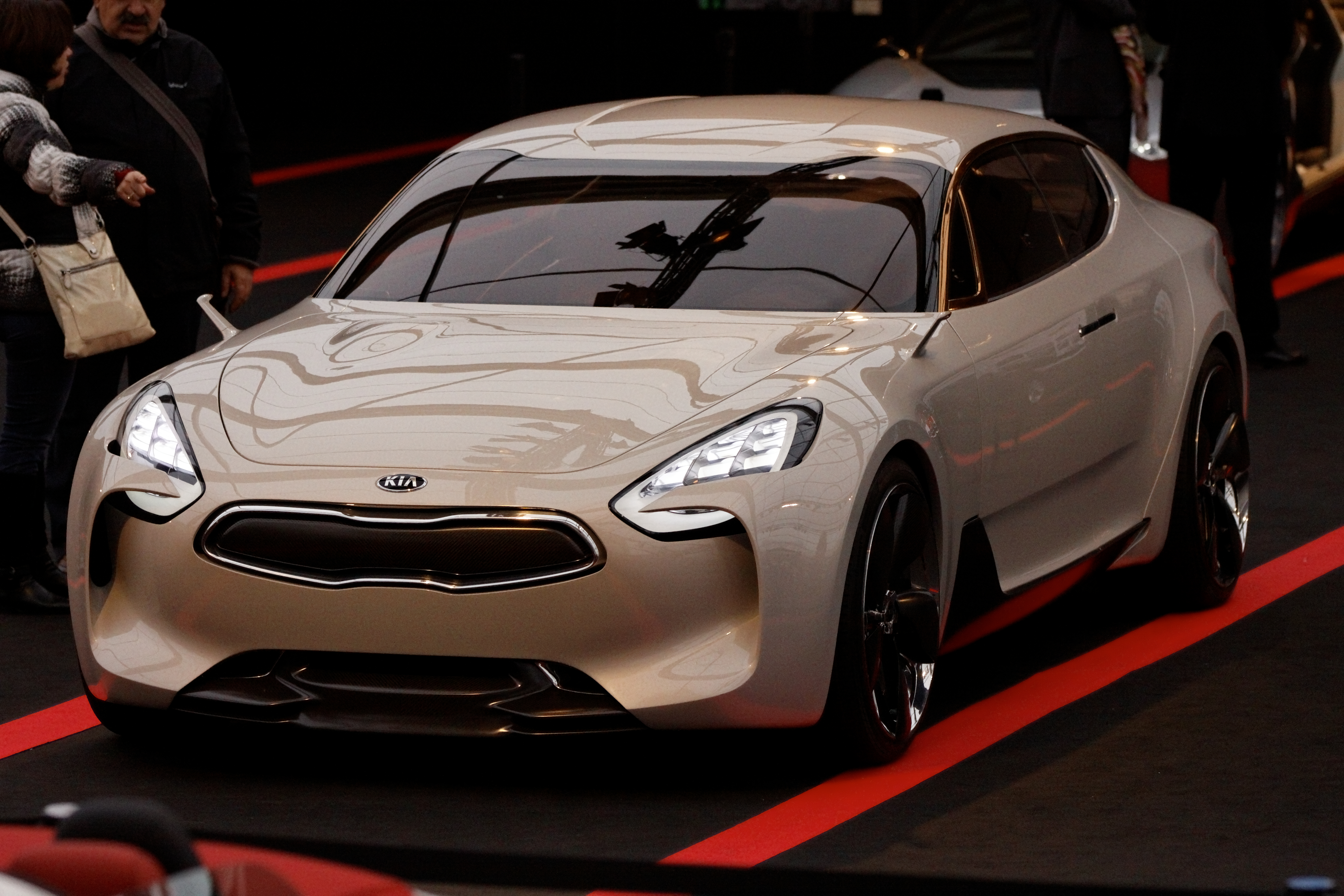
Kia GT Concept

La Stinger è stata anticipata da due concept car: la Kia GT Concept presentata Salone di Francoforte del 2011 e dalla Kia GT4 Stinger che ha debuttato al North American International Auto Show del 2014. Disegnata da Peter Schreyer e Gregory Guillaume (capo designer di Kia) presso il centro stile di Kia a Francoforte e progettata dall'ex vicepresidente del reparto BMW M Albert Biermann, l'auto in veste definitiva è stata presentata al North American International Auto Show nel 2017.
Durante le fasi di sviluppo e test, la Stinger è stata collaudata per oltre 1000 chilometri sul circuito internazionale di Corea e ha percorso circa 10 000 km al Nürburgring Nordschleife.

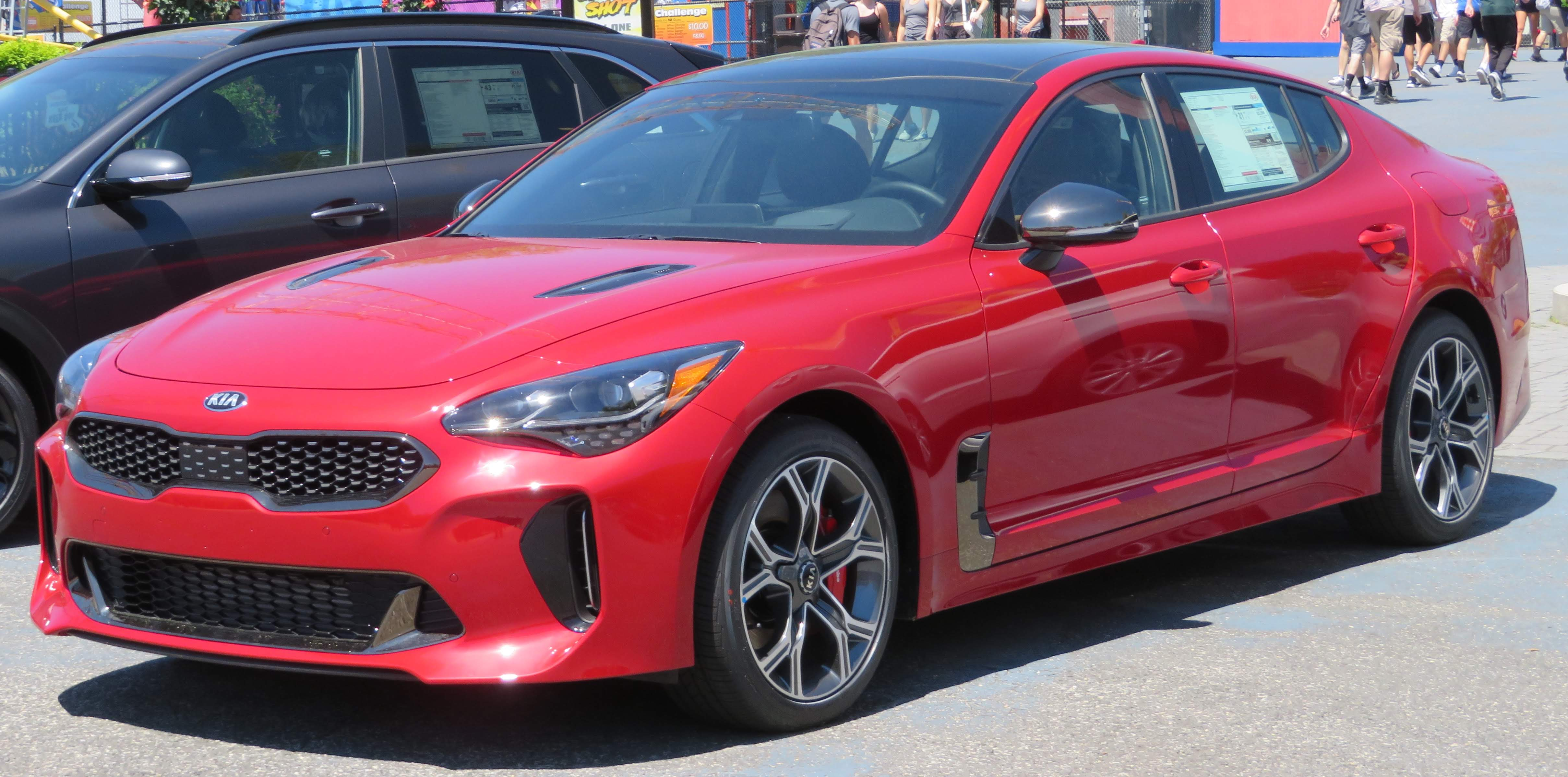
Kia Stinger 3.3 litri AWD per il mercato nordamericano

La Stinger utilizza una versione accorciata del telaio della coeva Hyundai Genesis, con schema tecnico a motore anteriore-longitudinale e trazione posteriore con sospensioni indipendenti (MacPherson all'avantreno e multibraccio al retrotreno), disponibile con una scelta di due motorizzazioni a benzina: un 2,0 litri turbocompresso a quattro cilindri da 259 CV e un V6 con bancate da 60° biturbo da 3342 cm³ che eroga 370 CV a 6000 giri/min e 510 Nm di coppia a 4500 giri/min. Per i mercati europeo e coreano, la Stinger è offerto anche con un turbo diesel CRDi da 2,2 litri che produce 200 CV. La trasmissione è affidata a un cambio automatico a 8 velocità con cinque modalità di guida e comandi al volante.

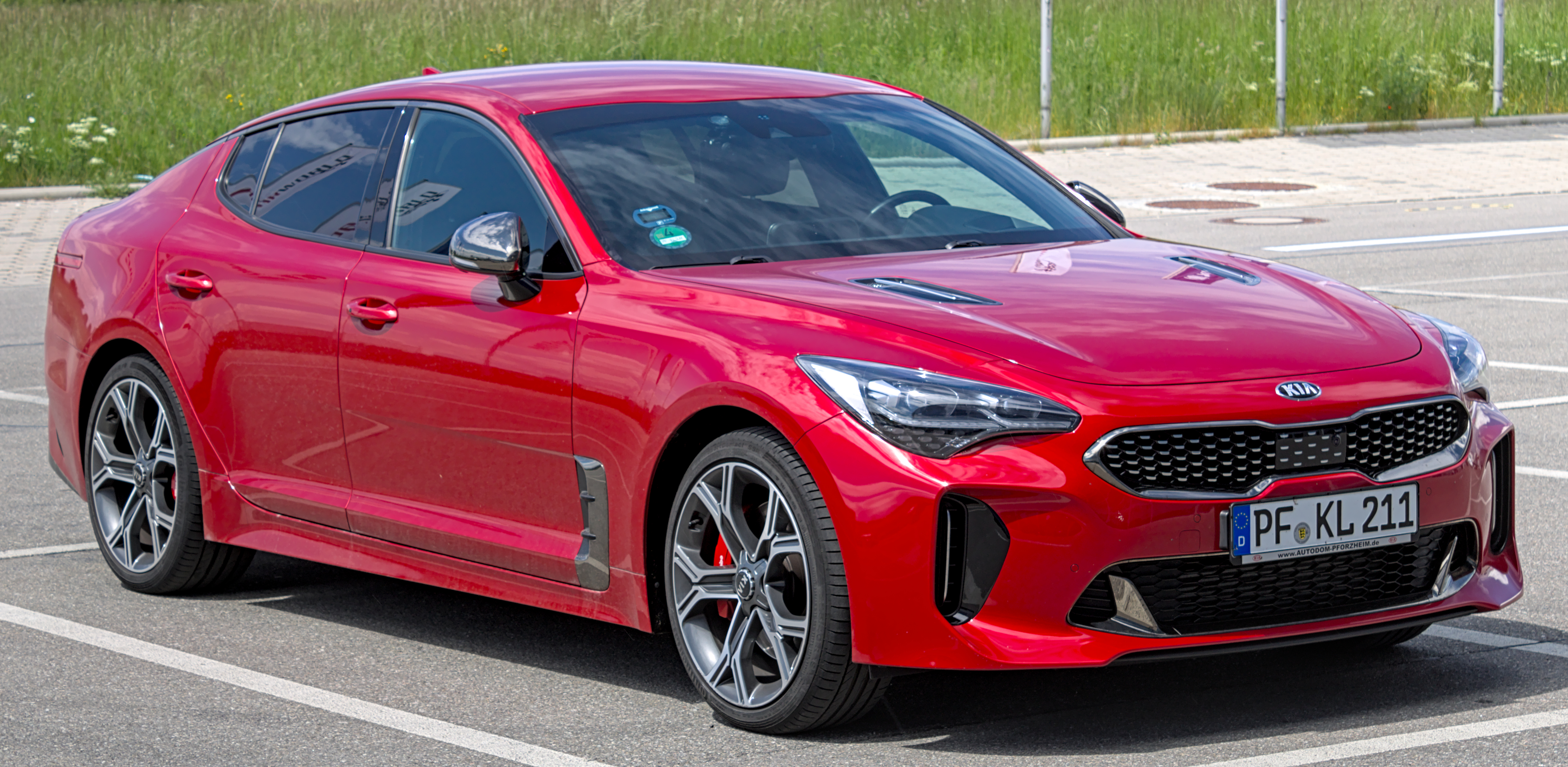
Stinger restyling

## Restyling 2020
Nell'agosto 2020 Kia ha presentato una versione aggiornata della vettura, che ha debuttato in Corea del Sud nel terzo trimestre del 2020 e in tutto il mondo a fine anno. Gli aggiornamenti hanno interessato il design della carrozzeria, con fari anteriori e posteriori rivisti con un design a LED rivisto, nuovi paraurti, griglia della calandra frontale e all'interno un nuovo schermo per la strumentazione digitale da 7" e dell'infotainment da 10,25 pollici. 
Dal punto di vista tecnico, la Kia ha anche aggiunto una nuova motorizzazione Smartstream FR T-GDi, un 4 cilindri in linea turbocompresso da 2,5 litri che produce 304 CV, mentre sul motore Lambda II RS T-GDi da 3,3 litri ha modificato la linea di scarico con valvole ad apertura variabile che ne aumentano la potenza di 3 CV, per un totale di 373 CV.

## Fine della produzione
Nel mese di ottobre 2022, Kia ha annunciato la fine della produzione della Stinger prevista per aprile 2023. Questa decisione ha reso il modello 2023 l'ultima Stinger prodotta fino ad oggi. L'interruzione è dovuta a un calo della domanda a livello globale, con solo 1.499 unità vendute in Corea del Sud — il suo paese d’origine — rendendola il modello Kia meno venduto. Kia ha inoltre deciso di razionalizzare la propria gamma eliminando i prodotti con scarsa richiesta, nell’ambito della sua strategia di elettrificazione che prevede l’introduzione di una berlina elettrica di tipo coupé.

## Riconoscimenti
- iF Product Design Award nella categoria "Transportation Design" 2018[11]
- Red Dot Design Award nella categoria "Best of the Best Car Design" 2018[12]